# Thor Iversen
Ivar Thor Carl Iversen, född 1873, död 1953, var en norsk fiskeriman och polarforskare.
Thor Iversen ägnade sig efter styrmansexamen under flera år åt fiske och fiskeriförsök på såväl norska som utländska fartyg. Han blev 1902 befälhavare på fiskeriundersökningsfartyget Michael Sars och 1912 konsulent hos fiskeridirektoratet. Iversen hade stor andel i framgången med 1910 års Atlantexpedition med Michael Sars och kom på grund av sin ingående praktiska kännedom om fiskeri att anlitas för många krävande uppdrag. De av honom ledde expeditionerna till nordliga polarvatten var av stor betydelse. 1941 tog han sig under pågående krig över Nordsjön till Storbritannien i en liten båt och blev därefter fiskerikonsulent hos norska exilregeringen. Iversen publicerade ett flertal arbeten angående Norges fiske bland annat Farkoster, redskaber og fangstmaader (i Norsk havsfiske, 1905), Drivis og selfangst (1927), Utviklingen av fiske og fiskemetoder i Norge (1937) och Trålfiskets historie (1937).